# Victoria City (circonscription britanno-colombienne)
Pour les articles homonymes, voir Victoria.
Circonscription électorale provinciale du Canada
Victoria City est une ancienne circonscription provinciale de la Colombie-Britannique représentée à l'Assemblée législative de la Colombie-Britannique lors de l'intégration de la province dans la Confédération canadienne dès 1871 à 1966.

## Géographie
La circonscription consiste en la ville de Victoria.

## Liste des députés

### 1871-1941
| Législature   | Années          | Député                   | Député                 | Parti         | Député                          | Député                 | Parti         | Député                   | Député                 | Parti         | Député                    | Député                  | Parti         |
| Victoria City | Victoria City   | Victoria City            | Victoria City          | Victoria City | Victoria City                   | Victoria City          | Victoria City | Victoria City            | Victoria City          | Victoria City | Victoria City             | Victoria City           | Victoria City |
| ------------- | --------------- | ------------------------ | ---------------------- | ------------- | ------------------------------- | ---------------------- | ------------- | ------------------------ | ---------------------- | ------------- | ------------------------- | ----------------------- | ------------- |
| 1re           | 1871–1875       |                          | Robert Beaven          | Indépendant   |                                 | Simeon Duck            | Indépendant   |                          | John Foster McCreight  | Indépendant   |                           | James Trimble           | Indépendant   |
| 2e            | 1875–1876       |                          | Robert Beaven          | Gouvernement  |                                 | Andrew Charles Elliott | Opposition    |                          | James W. Douglas       | Inconnu       |                           | James Trimble           | Indépendant   |
| 2e            | 1876-1878       |                          | Robert Beaven          | Gouvernement  |                                 | Andrew Charles Elliott | Opposition    |                          | James W. Douglas       | Inconnu       |                           | James Trimble           | Indépendant   |
| 3e            | 1878–1882       |                          | Robert Beaven          | Gouvernement  | William Wilson                  | Opposition             |               | James Smith Drummond     | Opposition             |               | John William Williams     | Opposition              |               |
| 4e            | 1882–1885       |                          | Robert Beaven          | Gouvernement  | Montague William Tyrwhitt-Drake | Opposition             |               | Simeon Duck              | Opposition             |               | Theodore Davie            | Gouvernement            |               |
| 4e            | 1885–1886       |                          | Robert Beaven          | Gouvernement  | Montague William Tyrwhitt-Drake | Opposition             |               | Simeon Duck              | Opposition             |               | Theodore Davie            | Gouvernement            |               |
| 5e            | 1886–1888       |                          | Robert Beaven          | Opposition    |                                 | Edward Gawler Prior    | Gouvernement  |                          | John Herbert Turner    | Gouvernement  | Theodore Davie            | Gouvernement            |               |
| 5e            | 1888-1890       |                          | Robert Beaven          | Opposition    | Simeon Duck                     | Opposition             |               |                          | John Herbert Turner    | Gouvernement  | Theodore Davie            | Gouvernement            |               |
| 6e            | 1890–1894       |                          | Robert Beaven          | Opposition    | John Grant                      | Opposition             |               | George Lawson Milne      | John Herbert Turner    | Gouvernement  | Opposition                |                         |               |
| 7e            | 1894–1898       |                          | Robert Paterson Rithet | Gouvernement  |                                 | Henry Dallas Helmcken  | Gouvernement  |                          | John Herbert Turner    | Gouvernement  | John Braden               | Gouvernement            |               |
| 8e            | 1898–1899       |                          | Richard Hall           | Gouvernement  |                                 | Henry Dallas Helmcken  | Gouvernement  | Albert Edward McPhillips | John Herbert Turner    | Gouvernement  | Gouvernement              |                         |               |
| 8e            | 1899-1900       |                          | Richard Hall           | Gouvernement  |                                 | Henry Dallas Helmcken  | Gouvernement  | Albert Edward McPhillips | John Herbert Turner    | Gouvernement  | Gouvernement              |                         |               |
| 9e            | 1900–1902       |                          | Richard Hall           | Gouvernement  |                                 | Henry Dallas Helmcken  | Gouvernement  | Albert Edward McPhillips | John Herbert Turner    | Gouvernement  | Gouvernement              |                         |               |
| 9e            | 1902-1903       |                          | Richard Hall           | Gouvernement  | Edward Gawler Prior             | Henry Dallas Helmcken  | Gouvernement  | Albert Edward McPhillips | Gouvernement           |               | Gouvernement              |                         |               |
| 10e           | 1903–1907       |                          | Richard Hall           | Libéral       |                                 | Richard Low Drury      | Libéral       |                          | William George Cameron | Libéral       |                           | James Dugald McNiven    | Libéral       |
| 11e           | 1907–1909       |                          | Richard McBride        | Conservateur  |                                 | Frederick Davey        | Conservateur  |                          | Henry F. W. Behnsen    | Conservateur  |                           | Henry Broughton Thomson | Conservateur  |
| 12e           | 1909–1912       |                          | Richard McBride        | Conservateur  |                                 | Frederick Davey        | Conservateur  |                          | Henry F. W. Behnsen    | Conservateur  |                           | Henry Broughton Thomson | Conservateur  |
| 13e           | 1912–1916       |                          | Richard McBride        | Conservateur  |                                 | Frederick Davey        | Conservateur  |                          | Henry F. W. Behnsen    | Conservateur  |                           | Henry Broughton Thomson | Conservateur  |
| 13e           | mars-sept. 1916 |                          | Harlan Carey Brewster  | Libéral       |                                 | Frederick Davey        | Conservateur  |                          | Henry F. W. Behnsen    | Conservateur  |                           | Henry Broughton Thomson | Conservateur  |
| 14e           | 1916–1918       |                          | Harlan Carey Brewster  | Libéral       | George Bell                     | Libéral                |               | John Hart                | Libéral                |               | Henry Charles Hall        | Libéral                 |               |
| 14e           | 1918-1920       |                          | Francis W. H. Giolma   | Soldat        | George Bell                     | Libéral                |               | John Hart                | Libéral                |               | Henry Charles Hall        | Libéral                 |               |
| 15e           | 1920–1924       |                          | John Oliver            | Libéral       |                                 | Joshua Hinchcliffe     | Conservateur  | John Hart                | Libéral                |               | Joseph Badenoch Clearihue | Libéral                 |               |
| 16e           | 1924–1928       |                          | Reginald Hayward       | Conservateur  |                                 | Joshua Hinchcliffe     | Conservateur  | Harold Despard Twigg     | Conservateur           |               | Robert A. G. Lyons        | Conservateur            |               |
| 17e           | 1928–1933       |                          | Reginald Hayward       | Conservateur  | James Harry Beatty              | Joshua Hinchcliffe     | Conservateur  | Harold Despard Twigg     | Conservateur           | Conservateur  |                           |                         |               |
| 18e           | 1933–1936       |                          | Byron Ingemar Johnson  | Libéral       |                                 | John Hart              | Libéral       |                          | Herbert Anscomb        | Indépendant   |                           | Robert Connell          | CCF           |
| 18e           | 1936-1937       | Social constructive (en) | Byron Ingemar Johnson  | Libéral       |                                 | John Hart              | Libéral       |                          | Herbert Anscomb        | Indépendant   |                           | Robert Connell          |               |
| 19e           | 1937–1941       |                          | Joseph Douglas Hunter  | Conservateur  |                                 | John Hart              | Libéral       | Conservateur             | Herbert Anscomb        |               | William Thomas Straith    | Libéral                 |               |

### 1941-1966
| Législature | Années    | Député | Député                | Parti      | Député                   | Député                 | Parti      | Député     | Député                 | Parti      |
| ----------- | --------- | ------ | --------------------- | ---------- | ------------------------ | ---------------------- | ---------- | ---------- | ---------------------- | ---------- |
| 20e         | 1941–1945 |        | John Hart             | Libéral    |                          | William Thomas Straith | Libéral    |            | Nancy Hodges           | Libéral    |
| 21e         | 1945–1949 |        | John Hart             | Coalition  |                          | William Thomas Straith | Coalition  |            | Nancy Hodges           | Coalition  |
| 22e         | 1949–1952 |        | Daniel John Proudfoot | Coalition  |                          | William Thomas Straith | Coalition  |            | Nancy Hodges           | Coalition  |
| 23e         | 1952–1953 |        | Daniel John Proudfoot | Libéral    |                          | William Thomas Straith | Libéral    |            | Nancy Hodges           | Libéral    |
| 24e         | 1953–1953 |        | Lydia Arsens          | Créditiste |                          | William Neelands Chant | Créditiste |            | Walter Percival Wright | Créditiste |
| 24e         | 1953-1956 |        | Lydia Arsens          | Créditiste | George F. T. Gregory     | William Neelands Chant | Créditiste | Libéral    |                        |            |
| 25e         | 1956–1960 |        | John Donald Smith     | Créditiste | George F. T. Gregory     | William Neelands Chant | Créditiste | Libéral    |                        |            |
| 26e         | 1960–1963 |        | John Donald Smith     | Créditiste | Waldo McTavish Skillings | William Neelands Chant | Créditiste | Créditiste |                        |            |
| 27e         | 1963–1966 |        | John Donald Smith     | Créditiste | Waldo McTavish Skillings | William Neelands Chant | Créditiste | Créditiste |                        |            |